# Kleine Herrenburg
Die Kleine Herrenburg ist eine abgegangene Höhenburg vom Typus einer Turmhügelburg (Motte) auf der Anhöhe beim ehemaligen Friedhof im Südteil des Ortsteils Mauderode der Gemeinde Werther im Landkreis Nordhausen in Thüringen.

## Geschichte
Die Burgstall zeigt einen künstlich aufgeschütteten kreisrunden Hügel von etwa 30 Meter Durchmesser, daneben einen kreisrunden Graben mit Vorwall und eine Linde. Auf dem Hügel gibt es einen Hinweis zur Herrenburg. Die Nähe zur Kirche und zum früheren Rittersitz „Alter Hof“ weisen auf die ehemalige Stätte im Ortsteil hin. Der künstliche Burghügel belegt eine ehemalige Motte.